# ATP de Estoril de 2008
O ATP de Estoril de 2008 foi um torneio de tênis masculino disputado em quadras de saibro na cidade de Estoril, Portugal. Foi a 19ª edição do evento, ocorrendo no Complexo Desportivo do Jamor.

## Torneio
Muitas das razões do sucesso desta edição do Estoril Open deveram-se a uma forte aposta na publicidade, que foi maior do que as edições anteriores do torneio. Mas muita desta publicidade teve como alvo o número um do mundo Roger Federer. O evento se passou em oito dias e a transmissão televisiva esteve a cabo da RTP.

## Representação portuguesa
Das pratas da casa, Frederico Gil entrou como convidado e perdeu o terceiro jogo, uma quarta de final, para o cabeça de chave 1, Roger Federer, em sets diretos, conquistando cinco games. O qualifier João Sousa parou na segunda fase para o próprio Gil, em sets diretos, mas chegando ao tiebreak no primeiro set. Outros dois convidados, Gastão Elias não passou da estreia contra o alemão Michael Berrer, enquanto que Rui Machado, na metade inferior da chave, caiu para o francês Florent Serra, na segunda fase.

## Dia a dia

### Fases iniciais
Antes de serem escolhidos os oito apurados para os quartos-de-final, decorreram uma série de jogos de apuração. Os mais bem classificados no ranking só apareceram mais tarde, como é costume, e a afluência ao Complexo Desportivo do Jamor foi subindo desde o dia 12 de Abril até ao dia 20 de Abril, onde se assistiram a três finais. Durante os jogos finais das rondas iniciais, o tempo não ajudou muito e por algumas vezes alguns jogos tiveram de ser interrompidos. O jogo entre os lusitanos Frederico Gil e João de Sousa teve mesmo de ser adiado para o dia seguinte e os funcionários que estavam responsáveis pelo campo de terra batida tiveram até bastante trabalho a arranjá-lo para o dia seguinte.

### Quartas de final
Para além do jogo que opôs Frederico Gil a Roger Federer, os quartos-de-final da 19ª edição do Estoril Open contaram com outros três grandes confrontos. O futuro finalista Nikolay Davydenko venceu o francês Marc Gicquel, o alemão Denis Gremelmeyr derrotou, com alguma dificuldade o checo Jiri Vanek e o italiano Flavio Cipolla perdeu para o francês Florent Serra.

### Semifinais
As meias-de-final começaram com um set surpreendente do alemão Denis Gremelmeyr, que venceu o número um mundial Roger Federer por 6 a 2. O suíço, contudo, daria a volta e venceria o encontro. No outro jogo, Nikolay Davydenko não precisou de um terceiro set para elemiminar Florent Serra, que acabou por ter uma exibição muito infeliz.

### Final
O jogo entre Roger Federer e Nikolay Davydenko se esgotou totalmente. O público estava com o primeiro do mundo, mas havia um pequeno grupo de apoiadores de Nikolay Davydenko. Depois de um primeiro set disputado, deu-se a desistência de Davydenko, e o título acabou por pertencer a Federer mais cedo do que este esperava.

## Finais

### Simples
- Roger Federer venceu  Nikolay Davydenko, 7–65, 1–2, ab.

### Duplas
- Jeff Coetzee /  Wesley Moodie venceram  Jamie Murray /  Kevin Ullyett, 6–2, 4–6, [10–8]